# Turing (microarquitectura)

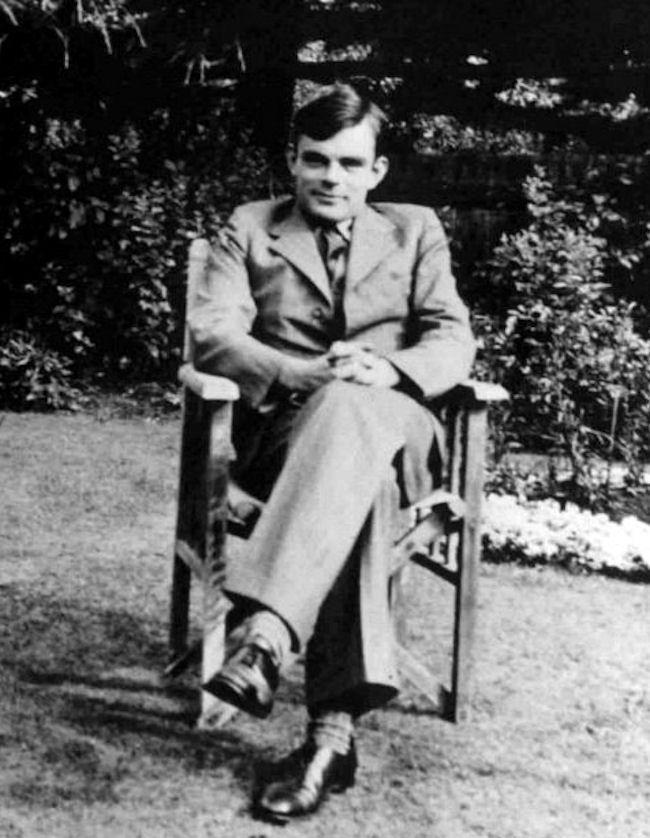
Foto de Alan Turing, epónimo de arquitectura

Turing es el nombre en clave de una microarquitectura de unidad de procesamiento de gráficos (GPU) desarrollada por Nvidia. Lleva el nombre del destacado matemático e informático Alan Turing. La arquitectura se presentó por primera vez en agosto de 2018 en SIGGRAPH 2018 en las tarjetas Quadro RTX orientadas a estaciones de trabajo, y una semana después en Gamescom en las tarjetas gráficas de la serie GeForce RTX 20 de consumo. Sobre la base del trabajo preliminar de su predecesor exclusivo de HPC, la arquitectura Turing presenta los primeros productos de consumo capaces de trazar rayos en tiempo real, un objetivo de larga data de la industria de gráficos por computadora. Los elementos clave incluyen procesadores de inteligencia artificial dedicados ("núcleos Tensor") y procesadores de trazado de rayos dedicados ("núcleos RT"). Turing aprovecha DXR, OptiX y Vulkan para acceder al trazado de rayos. En febrero de 2019, Nvidia lanzó la serie de GPU GeForce 16, que utiliza el nuevo diseño de Turing pero carece de los núcleos RT y Tensor.
Turing se fabrica mediante el proceso de fabricación de semiconductores FinFET de 12 nm de TSMC. La GPU TU102 de gama alta incluye 18,6 mil millones de transistores fabricados usando este proceso. Turing también utiliza memoria GDDR6 de Samsung Electronics y, anteriormente, Micron Technology.

## Detalles

Fotografía de la GPU TU104 utilizada en las tarjetas RTX 2080

Fotografía de la GPU TU106 utilizada en las tarjetas RTX 2060

Fotografía de la GPU TU116 utilizada en las tarjetas GTX 1660

La microarquitectura de Turing combina múltiples tipos de núcleo de procesador especializado y permite una implementación de trazado de rayos en tiempo real limitado. Esto se ve acelerado por el uso de nuevos núcleos RT (ray-tracing), que están diseñados para procesar quadtrees y jerarquías esféricas, y acelerar las pruebas de colisión con triángulos individuales.
Características de Turing:
- Núcleos CUDA (SM, multiprocesador de transmisión)
  - Capacidad de cómputo 7.5
  - Sombreadores rasterizados tradicionales y computación
  - Ejecución simultánea de operaciones con enteros y punto flotante (heredada de Volta)
- Núcleos de trazado de rayos (RT)
  - Aceleración de jerarquía de volumen delimitador[5]
  - Sombras, oclusión ambiental, iluminación, reflejos
- Núcleos de tensor (IA)
  - Inteligencia artificial
  - Operaciones con matrices grandes
  - Supermuestreo de aprendizaje profundo (DLSS)
- Controlador de memoria con soporte GDDR6 / HBM2
- DisplayPort 1.4a con compresión de transmisión de pantalla (DSC) 1.2
- PureVideo Feature Set J decodificación de video por hardware
- Impulso de GPU 4
- Puente NVLink con memoria de agrupación de apilamiento de VRAM de varias tarjetas
- VirtualLink VR
- Codificación de hardware NVENC

La memoria GDDR6 es producida por Samsung Electronics para la serie Quadro RTX. La serie RTX 20 se lanzó inicialmente con chips de memoria Micron, antes de cambiar a chips Samsung en noviembre de 2018.

### Rasterización
Nvidia informó ganancias de rendimiento de rasterización (CUDA) para títulos existentes de aproximadamente 30-50% con respecto a la generación anterior.

### Trazado de rayos
El trazado de rayos realizado por los núcleos RT se puede utilizar para producir reflejos, refracciones y sombras, reemplazando las técnicas de trama tradicionales, como los mapas de cubos y los mapas de profundidad . Sin embargo, en lugar de reemplazar la rasterización por completo, la información recopilada del trazado de rayos se puede usar para aumentar el sombreado con información que es mucho más fotorrealista, especialmente en lo que respecta a la acción fuera de cámara. Nvidia dijo que el rendimiento del trazado de rayos aumentó unas 8 veces con respecto a la arquitectura de consumo anterior, Pascal.

### Núcleos Tensor
La generación de la imagen final se acelera aún más con los núcleos Tensor, que se utilizan para llenar los espacios en blanco en una imagen renderizada parcialmente, una técnica conocida como eliminación de ruido. Los núcleos Tensor realizan el resultado del aprendizaje profundo para codificar cómo, por ejemplo, aumentar la resolución de las imágenes generadas por una aplicación o juego específico. En el uso principal de los núcleos Tensor, un problema a resolver se analiza en una supercomputadora, a la que se le enseña con un ejemplo qué resultados se desean, y la supercomputadora determina un método para usar para lograr esos resultados, que luego se hace con el Tensor del consumidor. núcleos Estos métodos se entregan a través de actualizaciones de controladores a los consumidores. La supercomputadora utiliza una gran cantidad de núcleos Tensor.

### Chips
- TU102
- TU104
- TU106
- TU116
- TU117

## Desarrollo
La plataforma de desarrollo de Turing se llama RTX. Se puede acceder a las funciones de trazado de rayos RTX usando DXR de Microsoft, OptiX, así como usando las extensiones Vulkan (la última también está disponible en los controladores de Linux). Incluye acceso a funciones aceleradas por IA a través de NGX. Se puede acceder a las funcionalidades Mesh Shader, Shading Rate Image mediante las extensiones DX12, Vulkan y OpenGL en plataformas Windows y Linux.
La actualización de Windows 10 de octubre de 2018 incluye el lanzamiento público de DirectX Raytracing.

## Productos que utilizan Turing
- Serie GeForce MX
  - GeForce MX450 (móvil)
  - GeForce MX550 (móvil)
- Serie GeForce 16
  - GeForce GTX 1630
  - GeForce GTX 1650 (móvil)
  - GeForce GTX 1650
  - GeForce GTX 1650 Súper
  - GeForce GTX 1650 Ti (móvil)
  - GeForce GTX 1660
  - GeForce GTX 1660 Súper
  - GeForce GTX 1660 Ti (móvil)
  - GeForce GTX 1660 Ti
- Serie GeForce 20
  - GeForce RTX 2060 (móvil)
  - GeForce RTX 2060
  - GeForce RTX 2060 Súper
  - GeForce RTX 2070 (móvil)
  - GeForce RTX 2070
  - GeForce RTX 2070 Super (móvil)
  - GeForce RTX 2070 Súper
  - GeForce RTX 2080 (móvil)
  - GeForce RTX 2080
  - GeForce RTX 2080 Super (móvil)
  - GeForce RTX 2080 Súper
  - GeForce RTX 2080 Ti
  - Titan RTX
- Nvidia Quadro
  - Quadro RTX 3000 (móvil)
  - Quadro RTX 4000 (móvil)
  - Quadro RTX 4000
  - Quadro RTX 5000 (móvil)
  - Quadro RTX 5000
  - Quadro RTX 6000 (móvil)
  - Quadro RTX 6000
  - Quadro RTX 8000
  - Quadro RTX T400
  - Quadro RTX T400 4GB
  - Quadro RTX T600
  - Quadro RTX T1000
  - Quadro RTX T1000 8GB
- Nvidia Tesla
  - Tesla T4